# Nilo Bianchini
Nilo Bianchini (Brusque, 31 de março de 1920) é um político brasileiro.

## Vida
Filho de Ernesto Bianchini e de Elisa Bianchini. Casou com Nair Bianchini.

## Carreira
Foi deputado à Assembleia Legislativa de Santa Catarina na 5ª legislatura (1963 — 1967), eleito pelo Partido Social Democrático (PSD).